# Iconographie hindoue

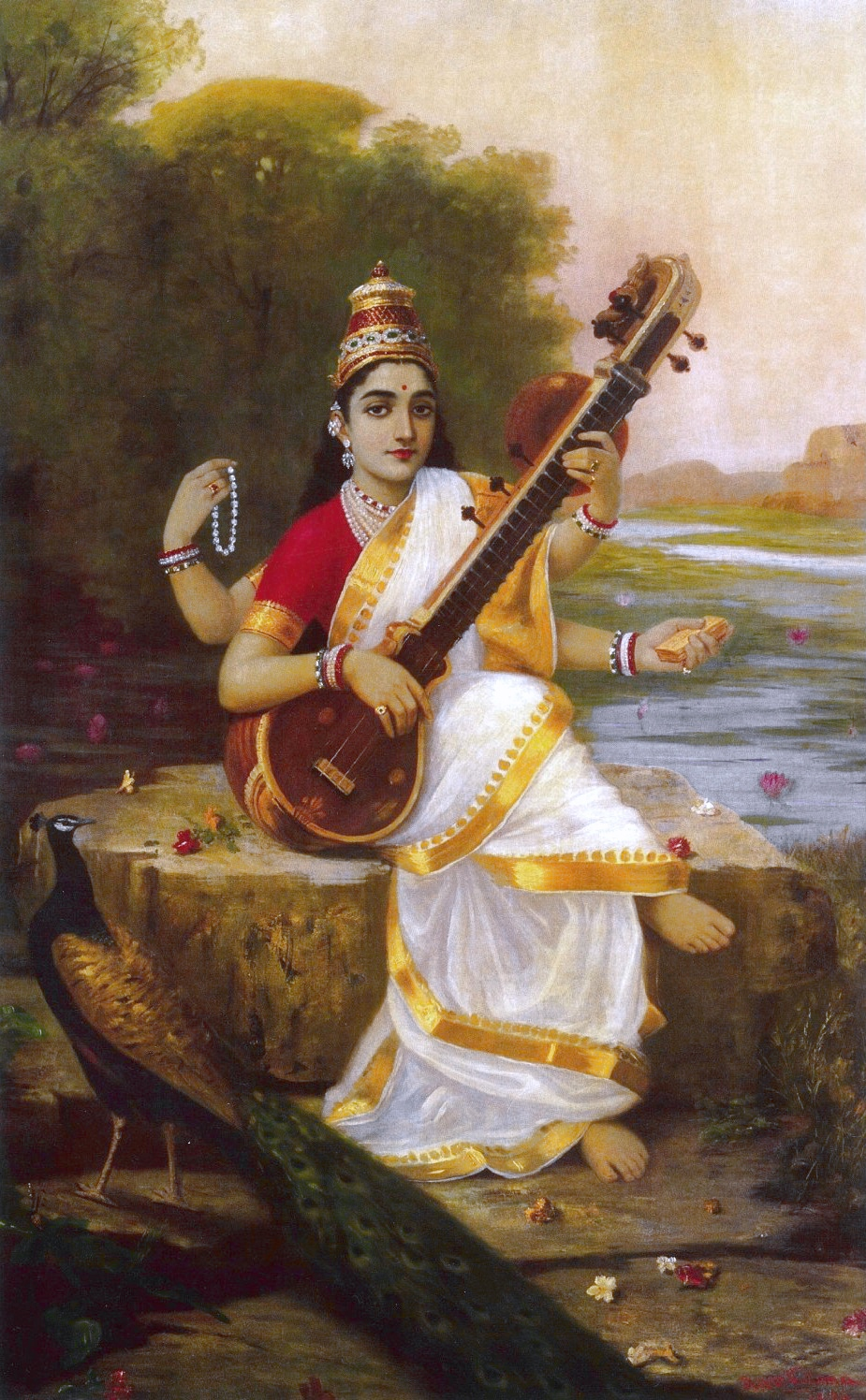
L'image de la déesse Sarasvati, reconnaissable à ses attributs : la vina, le chapelet, le livre (pustaka) et sa monture, le paon.

L'iconographie hindoue permet de reconnaître la représentation d'un dieu, sa forme (murti) ou d'autres êtres. Celle-ci fait l'objet d'un culte, notamment le darshan, la vision cultuelle. Cette adoration des images est ancienne. « Certains pensent que l'adoration des images  provient du fait que les disciples du Bouddha auraient désiré vénérer son image après sa mort, mais il semble que la vénération des images par les hindous serait antérieure au Bouddha. » Patanjali parle de « fixer son attention sur un objet extérieur » et le grammairien Panini semble faire allusion à des représentations qui ne seraient pas vénales mais voués au culte. La murti est reconnaissable à ses attributs (āyudha), ses postures, ses coiffures, ses montures et ses mudras, qui sont des positions de doigts et de mains, incluses dans le yoga et le Nâtya-shâstra. Les attributs des dieux dans l'iconographie hindoue peuvent être interprétés symboliquement par les fidèles de manière à leur donner des éclairages sur leur foi. Ainsi beaucoup de représentations de Ganesh, le montrent avec sa monture, le rat, à ses pieds peut signifier qu'il dominait son ego, symbolisé par le rat. Le darshan  est la vue, le regard porté par le fidèle envers les yeux d'une statue, d'une image d'une divinité. Ce contact est censé apporté des bénédictions au croyant et la paix intérieure. La murti peut être sur une image en papier ou une statue en bois, pierre, métal. Les prières dites alors sont auspicieuses et s'inscrivent dans le bhakti yoga, une des voies de la réalisation de l'hindouisme pour atteindre l'éveil, le moksha. Des messages, des prières spécifiques peuvent être ainsi transmis aux dieux. Les représentations peuvent également être aniconiques, telles que les yantras, le signe Om̐, et les lingams de Shiva, qui font partie également de l'iconographie hindoue.

## Sources
Les sources écrites de l'iconographie peuvent être des textes techniques, tels que les Shilpashastra, qui traitent des représentations plastiques proprement dites, les Vastushastra, Traité des habitations, traitant plus généralement de l'habitat, qui contiennent des chapitres traitant de ces représentations. Certains traités encyclopédiques tels la Brihat-Samhita de Varahamihira contiennent un chapitre sur l'iconographie. Les textes religieux, tels que les épopées (le Mahabharata et le Ramayana), les Purana, Tantra et autres, tels les Mahatmya, qui peuvent être plus exactement liés à un ensemble de légende d'un lieu et/ou d'un dieu en particulier, contiennent également beaucoup de descriptions des représentations divines. Les "vers de méditations" (dhyana-shloka), des vers mnémotechniques permettant de visualiser une divinité, bien qu'ils soient généralement d'origine tantrique, sont récités par des fidèles d'autres identités religieuses et servent de source à de nombreuses représentations. La numismatique peut également donner des indications quant à l'iconographie de Dieux précédant l'apparition de leur représentation sur les temples qui nous est restée. Parfois, ce sont les représentations elles-mêmes qui sont accompagnées d'un inscription descriptive.

## Attributs

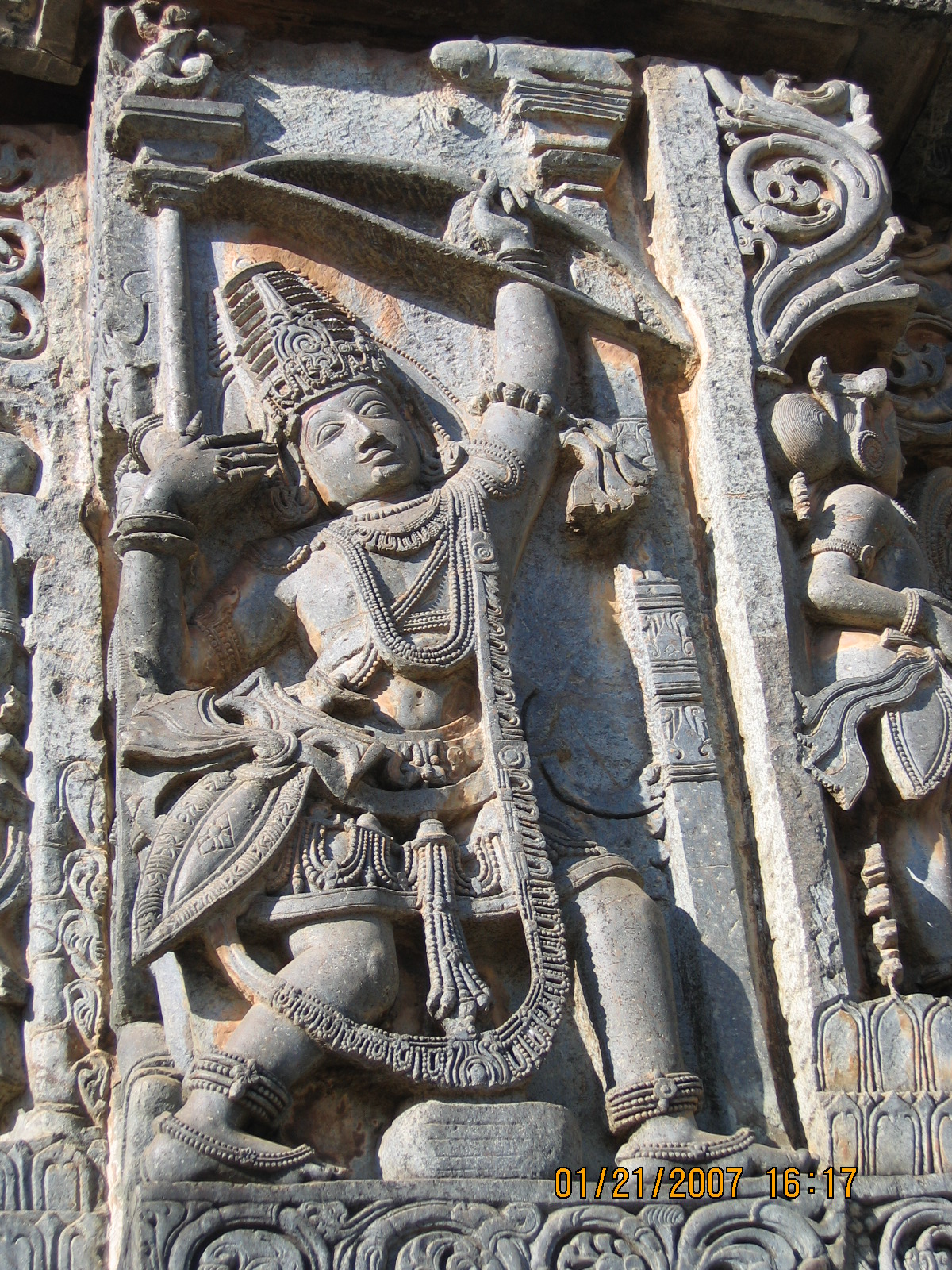
Arjuna et son arc (mur d'un temple à Halebid).

Les attributs des dieux sont appelés ayudha (IAST : āyudha), armes, bien que ceux-ci ne soient pas des toujours des armes, mais d'autres objets, tels que des lotus, la conque (shankha), etc. Les attributs de dieux particuliers ont fréquemment un nom propre (l'arc de Shiva s’appelle ajagava ou pinaka, celui de Vishnu śṛṅga, celui d’Arjuna gandiva, etc.) et ils peuvent prendre une forme humaine (attribut humain, ayudha purusha), comme le disque (chakra) et la massue (gada) de Vishnu qui sont alors nommés chakra-purusha et gada-devi. Ils peuvent également être simplement mimés par la position des mains (mudra), comme la flûte de Krishna dans de nombreux bronzes. L'un des principaux textes traitant d'iconographie, le Vishnudharmottara recommande au peintre et au sculpteur d'étudier la danse, qui par des mudra mime de manière stylisée actions et objets.

## Montures

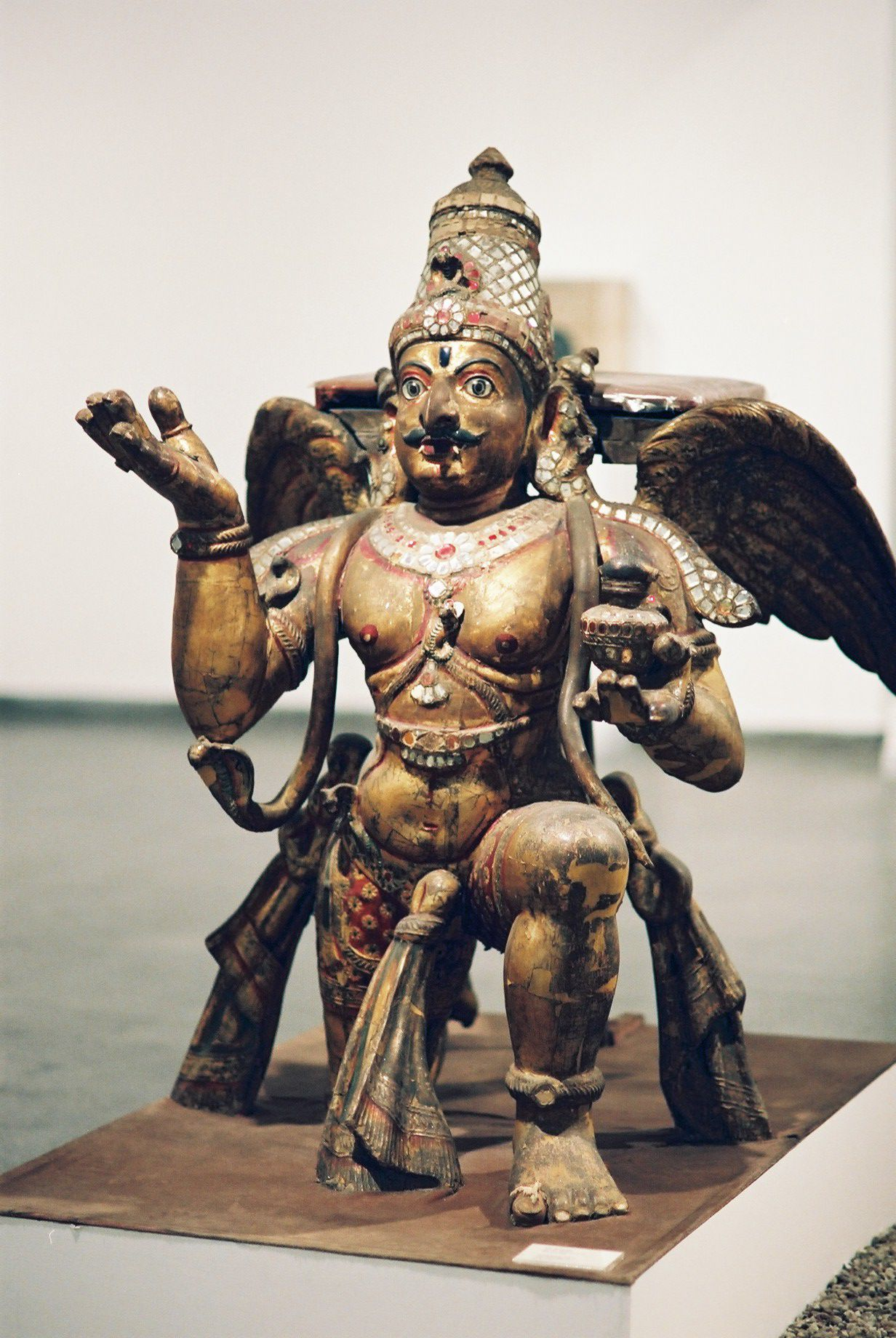
Garuda, monture de Vihsnou (musée national de New Delhi).

Les montures (vāhana) des dieux, tels que l'aigle (Garuda) de Vishnou, le taureau (Nandi) de Shiva, le makara de Varuna et Gangâ sont également représentatifs de ceux-ci.

## Postures et trones
Comme en yoga les postures s'appellent asana (IAST: āsana), terme signifiant « posture, manière d'être assis », mais désignant techniquement toutes les postures.
Ce mot signifiant également  « siège », les textes peuvent parfois être sujet à interprétation, en particulier pour l'expression padmasana, « position du lotus » qui peut également signifier « siège de lotus », sur lequel Lakshmi se tient ou s'assoit fréquemment. Pour les sculptures, ces sièges ou trônes (également appelés pitha) sont stylisés. Les trônes à bases rectangulaires sont appelés bhadra et ceux à quatre pieds en formes de lions stylisés simhasana.

## Gestes
Les gestes (mudra et hasta) les plus fréquents chez les dieux sont l'abhaya-mudra, signifiant « n'aie pas (a) crainte (bhaya) » montrant la main levée paume vers l'extérieur et la varada-mudra, signifiant le « don (da) de faveur (vara) » où la main est tendue vers le bas, paume à l'extérieur. Les serviteurs et adorateurs joignent les deux mains, comme pour saluer, l'anjali-mudra.

## Coiffures, habits et parures

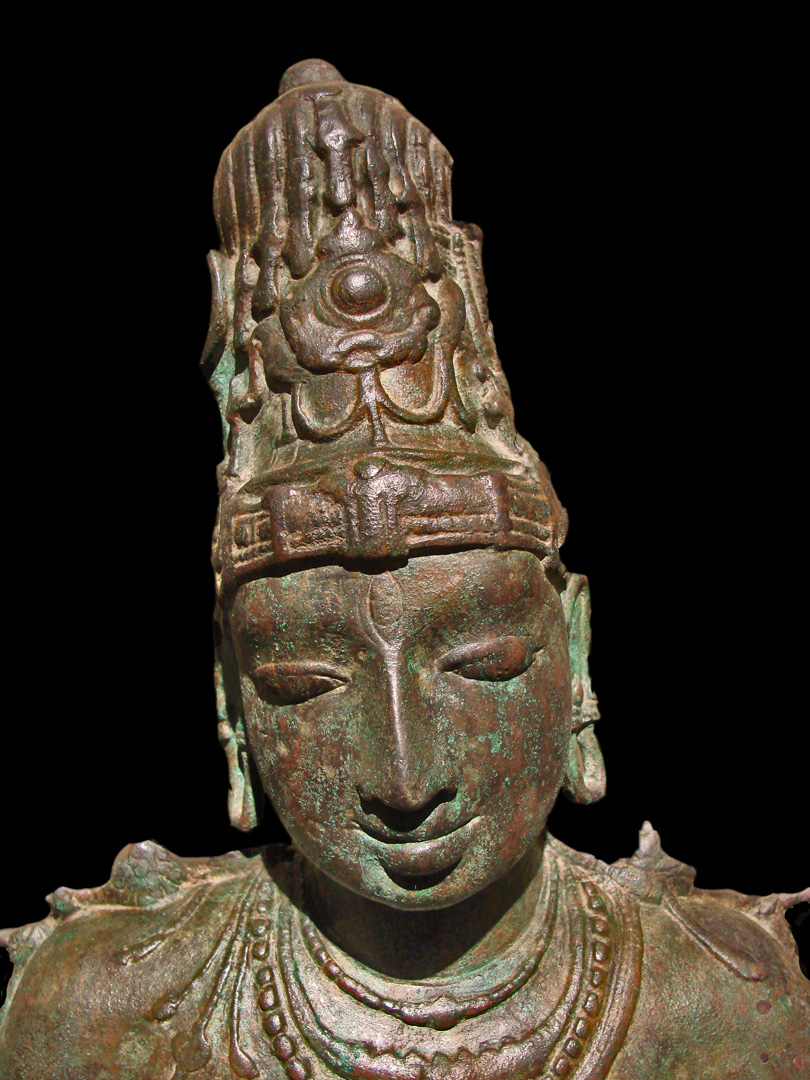
Tête de Shiva avec une coiffure jata-mukuta

Les coiffures sont également des indices de l'identité comme des fonctions des dieux. La coiffure de tresses en chignon (jata-mukuta) est caractéristique des ascètes, comme de Shiva, de Brahma ou de Parvati pratiquant l'ascèse. La tiare ornée d'un diadème (kirita-mukuta) orne Vishnu et fréquemment ses avatars (Lorsqu'il pratique l'ascèse, Râma peut aussi porter le jata-mukuta). Les déesses ont souvent une coiffure en forme de corbeille, le karanda-mukuta.
Certaines parures, telles que le joyau  (en) ou la guirlande de fleurs (vana-mala) de Vishnou sont caractéristiques des personnages représentés.